# Linia obrony Krzyżowa-Przyborów

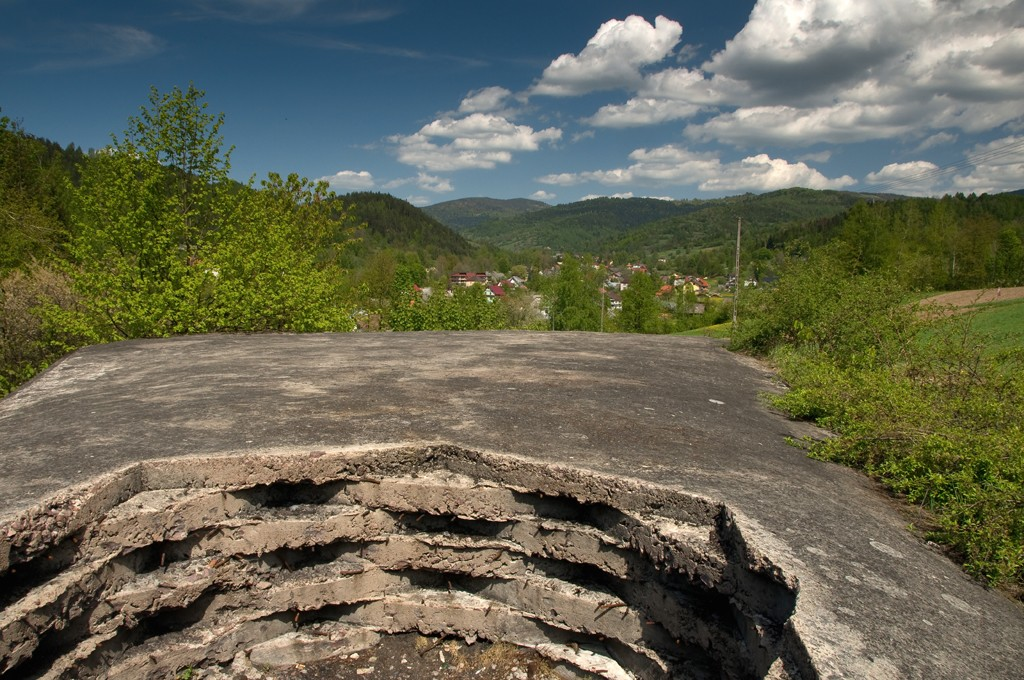
Schron bojowy "Rydz Śmigły - widok z fortu, na kierunek natarcia niemieckich oddziałów"

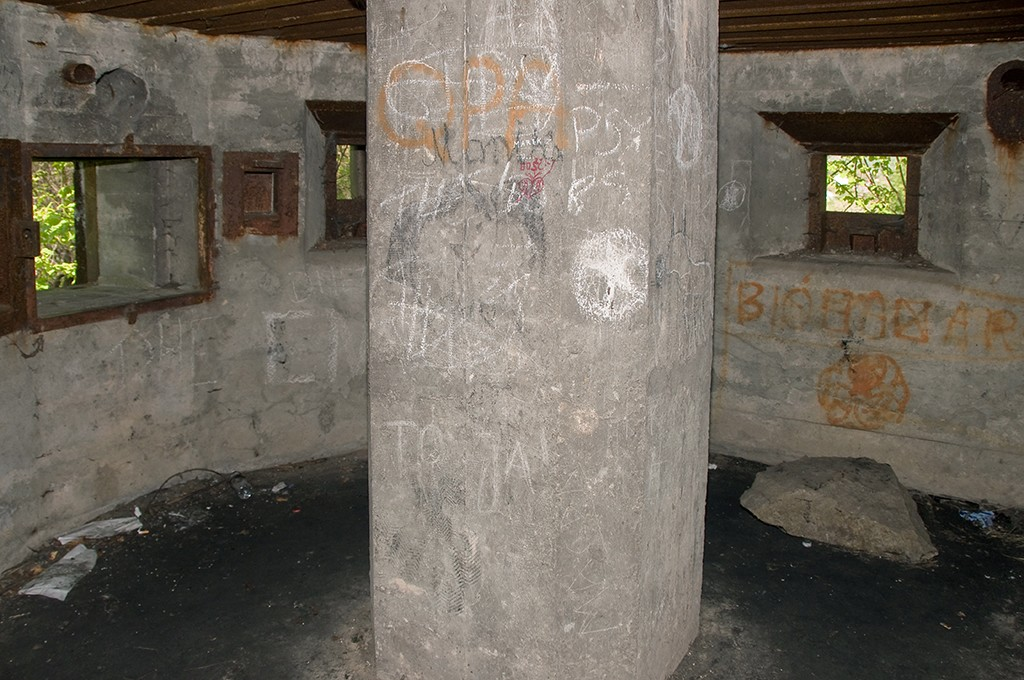
Schron bojowy "Rydz Śmigły - wnętrze, stan - maj 2009"

Linia obrony Krzyżowa-Przyborów – polskie umocnienie obronne w rejonie Beskidu Żywieckiego, zbudowane przed II wojną światową. Celem budowy tych umocnień miała być ochrona granic II RP przed agresją III Rzeszy. Miały bronić drogi z Przełęczy Glinne w kierunku Żywca.

## Historia budowy
Po aneksji Czechosłowacji w marcu 1939 konieczne stało się zabezpieczenie południowej granicy Polski, na której do tej pory nie było żadnych umocnień. Najistotniejsza stała się osłona kotlin beskidzkich, którymi hitlerowcy mogli w szybki sposób przedostać się na tyły polskich sił. Na terenie obecnej gminy Jeleśnia postanowiono umocnić dolinę rzeki Koszarawy i Krzyżówki, stąd też na punkt oporu składają się dwie grupy bojowe: "Przyborów" i "Krzyżowa". 
Prace fortyfikacyjne w rejonie Krzyżowej i Przyborowa prowadzono równocześnie z budową obiektów w Węgierskiej Górce. W planach rejon ten miał być broniony przez około 10 ostrogów fortecznych, połączonych gęstą siecią okopów. Obiekty zamierzano wybudować w najwęższych i najtrudniejszych do sforsowania odcinkach dolin. Uzbrojenie pozycji obronnej miało być podobne do tego, jakie zastosowano w Węgierskiej Górce (obiekty obok ckm-ów miały być uzbrojone w nowoczesne działa przeciwpancerne kalibru 37 mm). 
W kwietniu 1939 roku na wyznaczoną pozycję przybyła grupa wojsk inżynieryjnych mjr Wacława Śliwińskiego. Oddział dzięki pomocy 64 kompanii 10 batalionu Junackich Hufców Pracy i okolicznej ludności wybudował kolej wąskotorową od składów w Jeleśni aż do miejsca budowy (okolice OSP w Krzyżowej). Oprócz budowy obiektów wznoszono również sieć ziemnych stanowisk obronnych. 
Do 1 września 1939 roku wybudowano w sumie 5 schronów: 3 w Krzyżowej i 2 w Przyborowie. Oprócz tego zaczęto zbroić fundament pod kolejny schron oraz wykonano 2(?) wykopy.

## Jednostki obronne
- II Batalion KOP-u „Wilejka” – przemianowany na II Batalion II Pułku Strzelców Górskich pod dowództwem mjr Wacława Kuferskiego.
- 152 Kompania Forteczna „Jeleśnia”. Dowódca por. Lipcza.
- Samodzielny Pluton Forteczny „Krzyżowa”. Dowódca por. Golat.
- 7 Bateria 65 pułku artylerii lekkiej pod dowództwem por. Kazimierza Szycha, która swoje stanowiska miała pod Jeleśnią[3][4].

## Wojna obronna Polski 1939
W dniu wybuchu wojny tylko jeden schron mógł zostać wykorzystany w celach obronnych (zdążył wyschnąć beton) i został on obsadzony przez Wojsko Polskie. Do jedynej walki w Krzyżowej i Przyborowie doszło 31 sierpnia, kiedy ostrzelano i uszkodzono nisko lecący niemiecki samolot zwiadowczy. 3 września pozycje polskie na rozkaz dowódcy zostały opuszczone, a jednostki wycofały się pod Myślenice (na stację Stronie). 

## Współcześnie
Dziś schrony w obu miejscowościach są zachowane niemalże w 100% i z powodu małego zainteresowania turystów i miejscowej ludności rzadko są odwiedzane. Są zapomnianym dzieckiem, które wydała polska szkoła fortyfikacji górskiej, być może dlatego nie podzieliły losów fortów w Węgierskiej Górce i nie uległy dewastacji.